# رحافيا

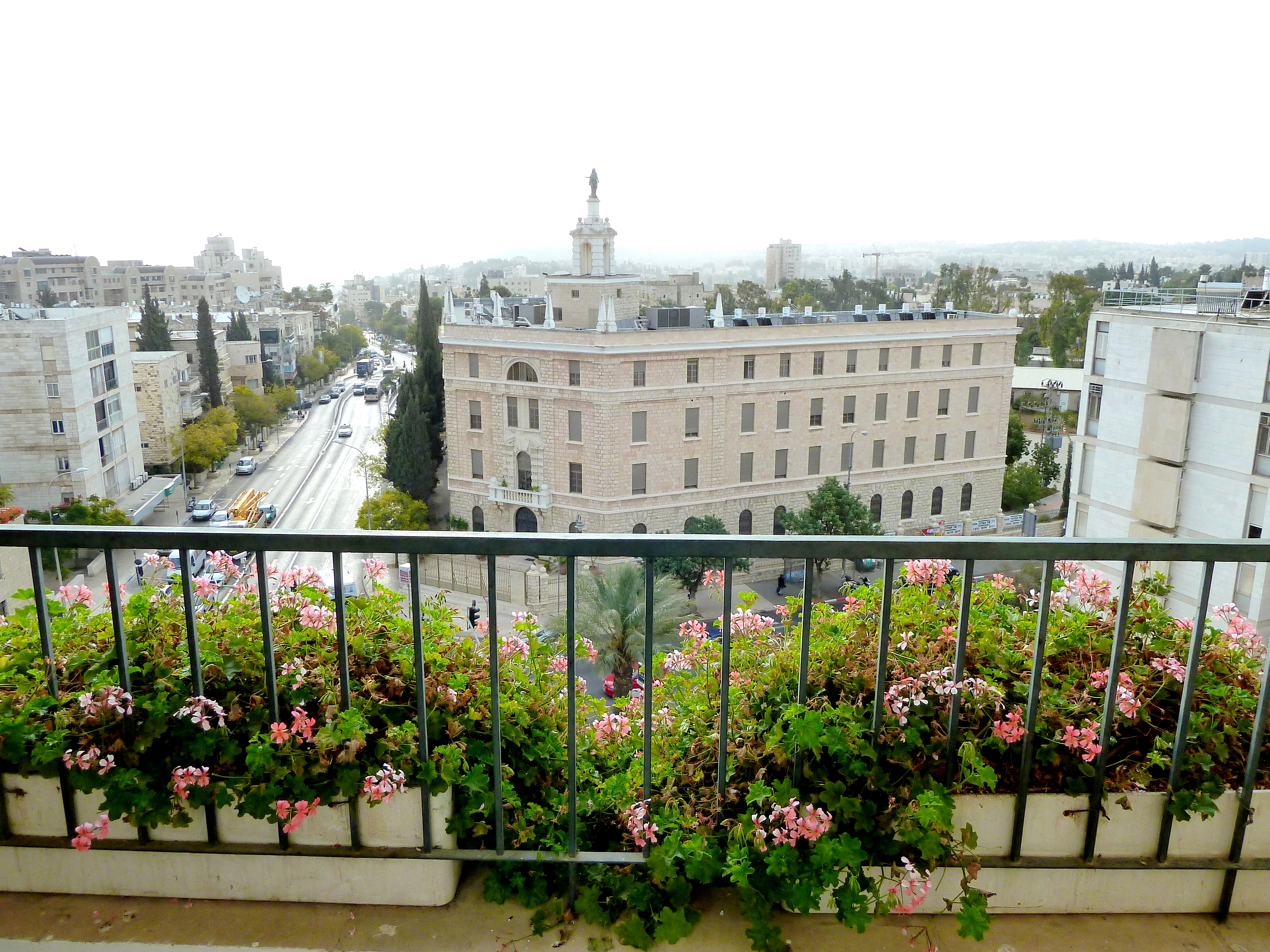
كلية القدس تيرا سانكتا في شارع كيرين هايزود، رحافيا.

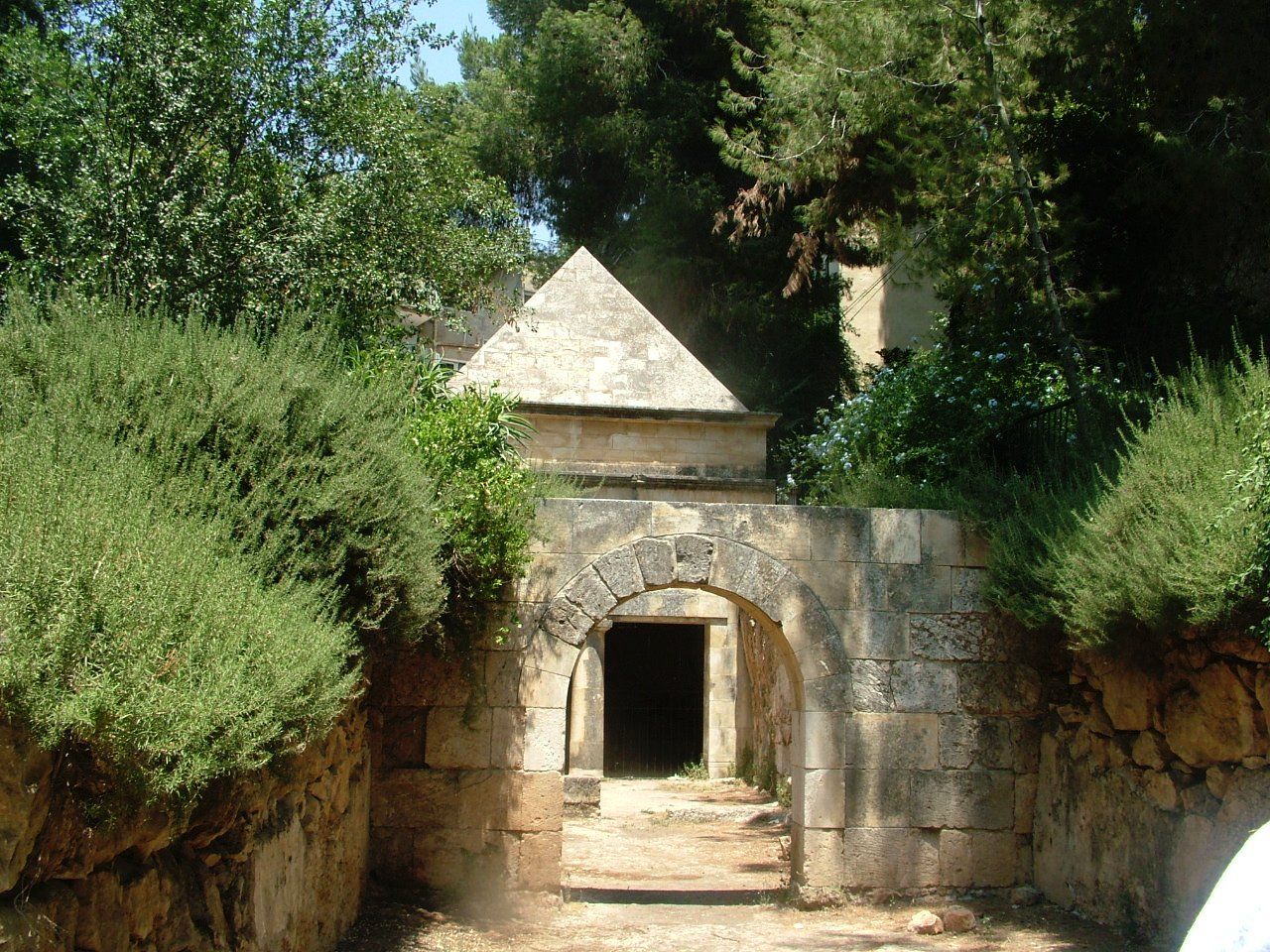
قبر جاسون في شارع الفاسي.

رحافيا (بالعبرية: רחביה) هو حي راقي في القدس يقع بين وسط المدينة وحي الطالبية.

## الاسم
سُمِّي الحي باسم رحافيا من طرف إليعازر يلين، أول ساكن لها وأحدها أوائل مهندسيها، وسُمِّيت باسم حفيد موسى «رَحَبْيَا»، وقد ورد ذكر هذا الاسم في الكتاب المقدس (سفر أخبار الأيام الأول 23:17، 24:21، 26:25).

## التاريخ[2]

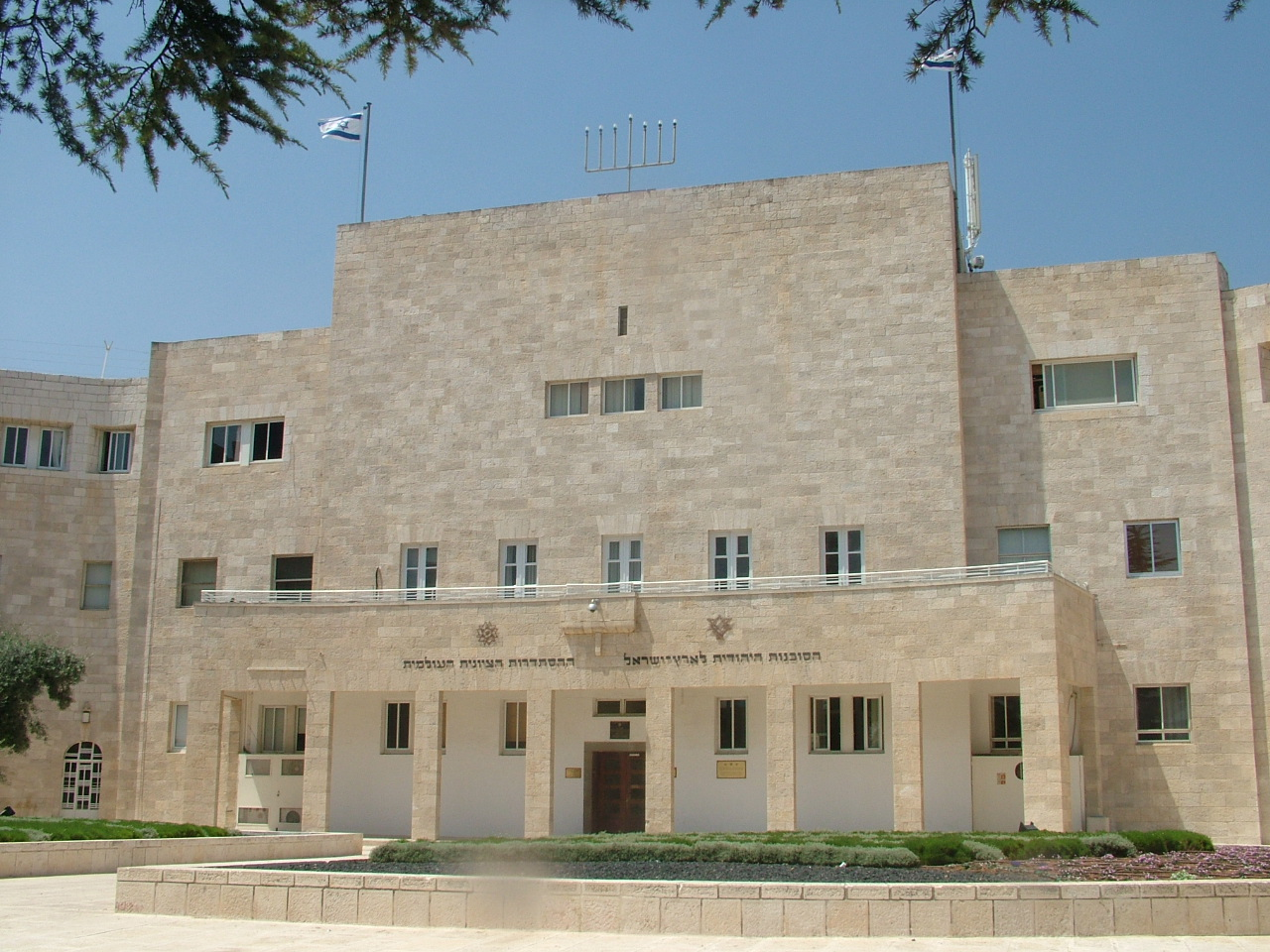
مبنى الوكالة اليهودية، رحافيا.

تأسست رحافيا على قطعة أرض كبيرة تم شراؤها في عام 1921 من بطريرك الروم الأرثوذكس في القدس من قبل شركة فلسطين لتطوير الأراضي (PLDC) واُنتُهي من بناء أول منزل بها في عام 1924. وأُعطِي لها الاسم التوراتي «رحافيا». كانت المنطقة معروفة في ذلك الوقت بالاسم العربي جنزاريا، وهو نبات محلي في القدس. اشترى الصندوق القومي اليهودي (JNF) الأرض وكلف المهندس المعماري الألماني اليهودي ريتشارد كوفمان بتصميم حي حدائقي. قام كوفمان، الذي أطلق اسم جنزاريا على مشروعه بإنشاء حي مدينة حدائقية نموذجي، مع وجود حدائق تُحيط بالمنازل وشبكة غير منتظمة من الشوارع وممرات المشاة المرتبطة بالشارع الرئيسي الذي يقطع المنطقة وبالتالي تجنب الشعور المفرط بالتماثل. ولأسباب قانونية، كان يجب تحويل الأرض إلى شركة فلسطين لتطوير الأراضي مقابل أراضي في مرج ابن عامر، لكن الصندوق القومي اليهودي احتفظ ببعض العقارات في الحي. بُنِيت على هذه الأرض المُطلة على البلدة القديمة مدرسة جيمناسيا رحافيا الثانوية وكنيس ييشورون ومبنى الوكالة اليهودية. تم تصميم مُخطَّط رحافيا العام على غرار المدن الحدائقية في أوروبا، في حين أن الهندسة المعمارية للمباني كانت تُركِّز على الطراز الدولي الشهير في ذلك الوقت.
تعتبر منطقة رحافيا أولى مناطق الاستيطان اليهودي في مدينة القدس وقد جرى بيع أراضي المنطقة في صفقة تعرف ب- صفقة بيع «رحافيا» أراضي الطالبية: تضم هذه الصفقة 570 دونمًا من الأراضي التي تملكها الكنيسة الأرثوذكسية غربيّ القدس، والتي كانت البطريركية قد أجّرتها بعقود طويلة الأمد (99 عامًا) لمؤسسات الحركة الصهيونية في خمسينيات القرن الماضي، وقد باعتها في العام 2016 ببيعها بيعًا تامًا لشركة إسرائيلية باسم «نيوت».
يصف المجلس المركزي الأرثوذكسي، تلك الأراضي بأنها «رئة القدس»، كونها تشمل مساحات واسعة غربي القدس، تقع فوقها مؤسسات إسرائيلية عديدة منها أجزاء من «متحف إسرائيل»، وأجزاء من «مركز إرث مناحيم بيجن»، وفندق ومسرح، وما يقارب 1200 شقة سكنية يعيش فيها مستوطنون.

## الديموغرافيا

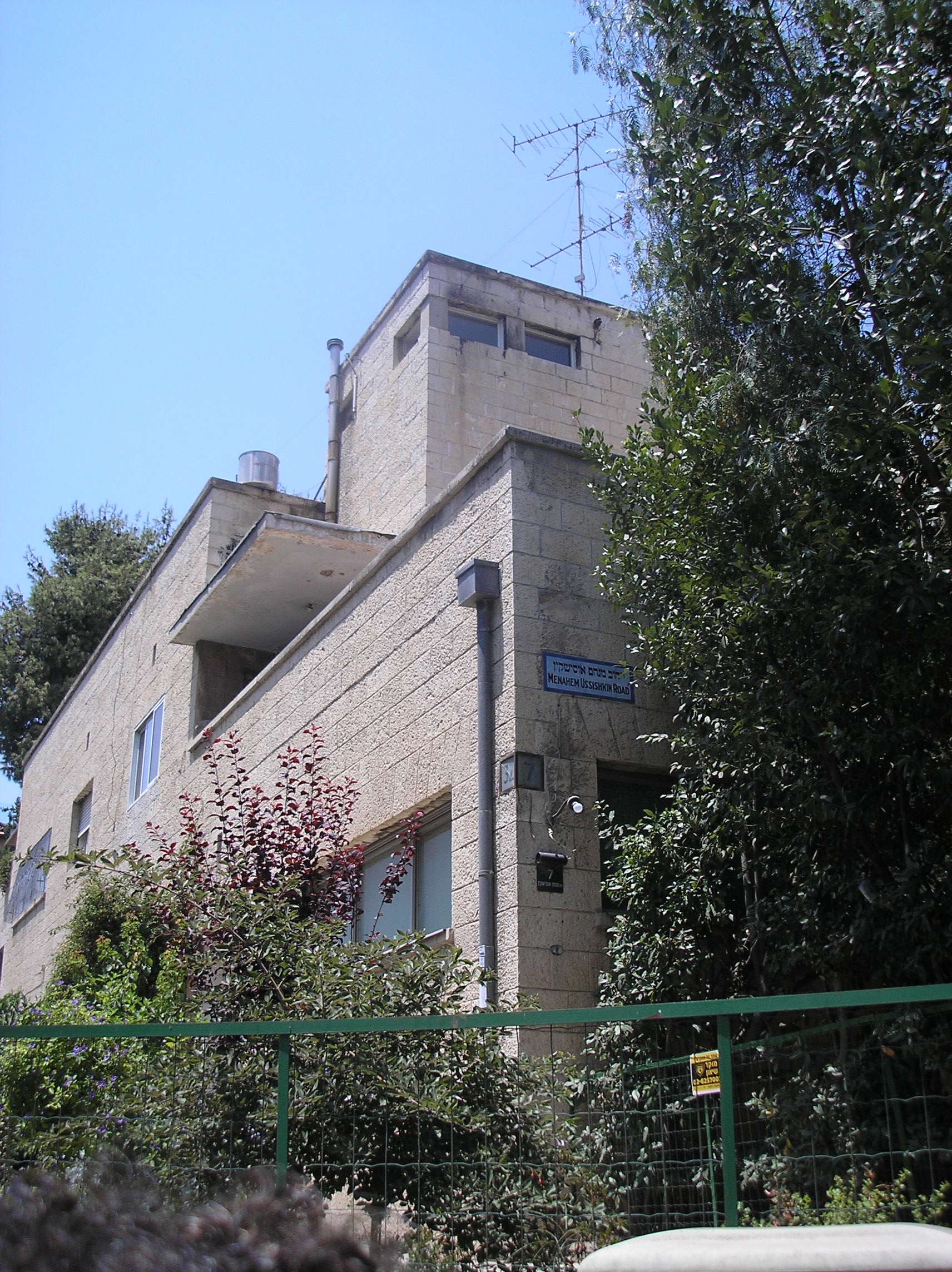
منزل مناحيم أوسيشكين، شارع رامبان.

عندما نُفِي الإمبراطور الإثيوبي هيلا سيلاسي من إثيوبيا في عام 1936 فإنه عاش في شارع الحريزي. عُرِفت رحافيا بحي اليهود الأشكناز من الطبقة العليا، وهي موطن أساتذة ومثقفين، ولا سيما المهاجرين من ألمانيا. عاش العديد من القادة الأوائل للبلاد في رحافيا منهم: دافيد بن غوريون، أول رئيس وزراء إسرائيلي، الذي عاش في شارع بن ميمون؛ والزعيم الصهيوني آرثر روبين؛ ومناحيم أوسيشكين، رئيس الصندوق القومي اليهودي؛ وجولدا مائير، رئيسة وزراء إسرائيل الرابعة؛ ودانيال أستر، أول عمدة يهودي للقدس، والفيلسوفان هوغو بيرغمان وغرشوم شوليم. ومن بين وزراء الحكومة الذين بنوا منازلهم في رحافيا دوف يوسف ويوسف بورغ.

## المعالم

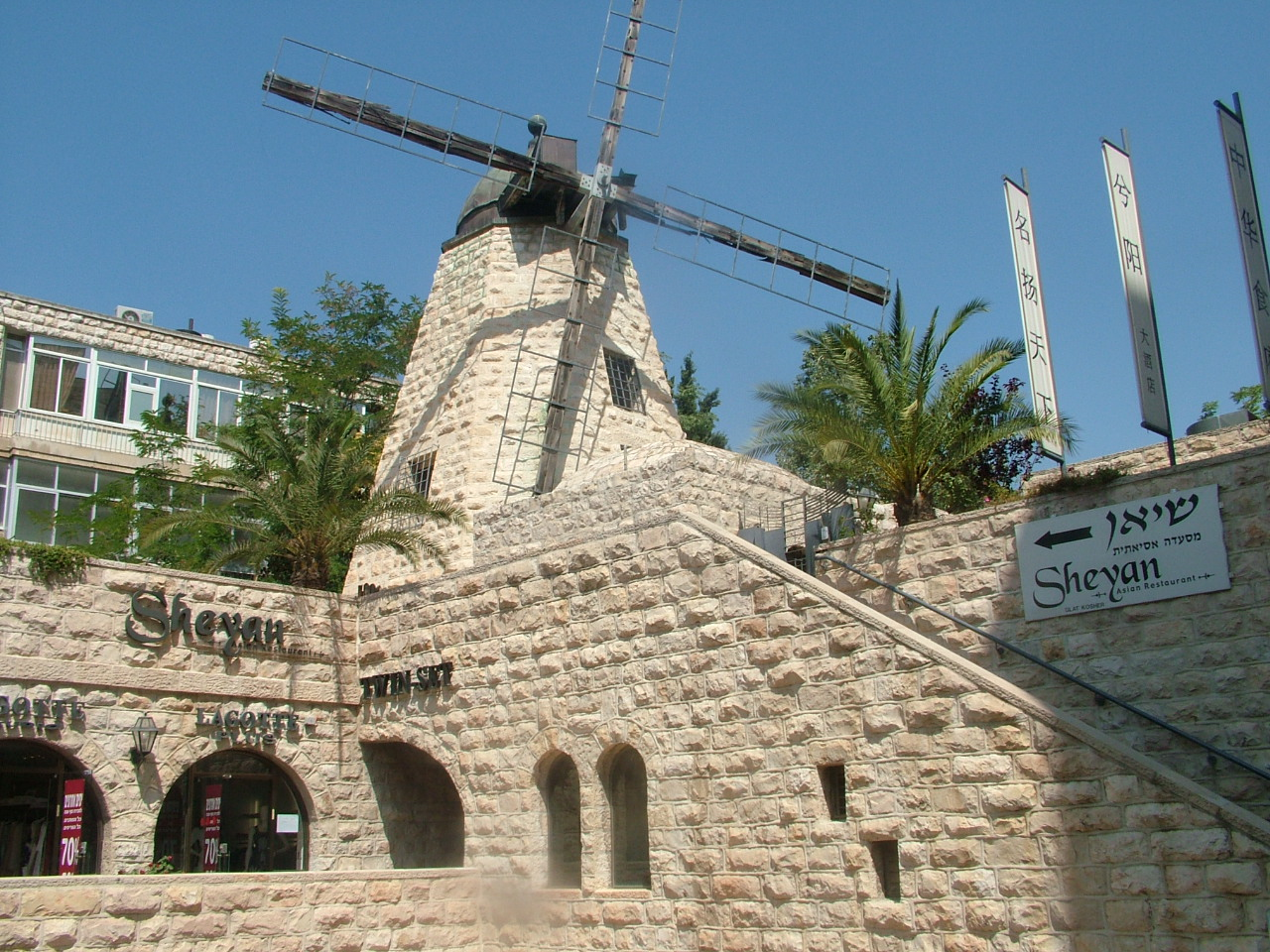
طاحونة هوائية في شارع رامبان.

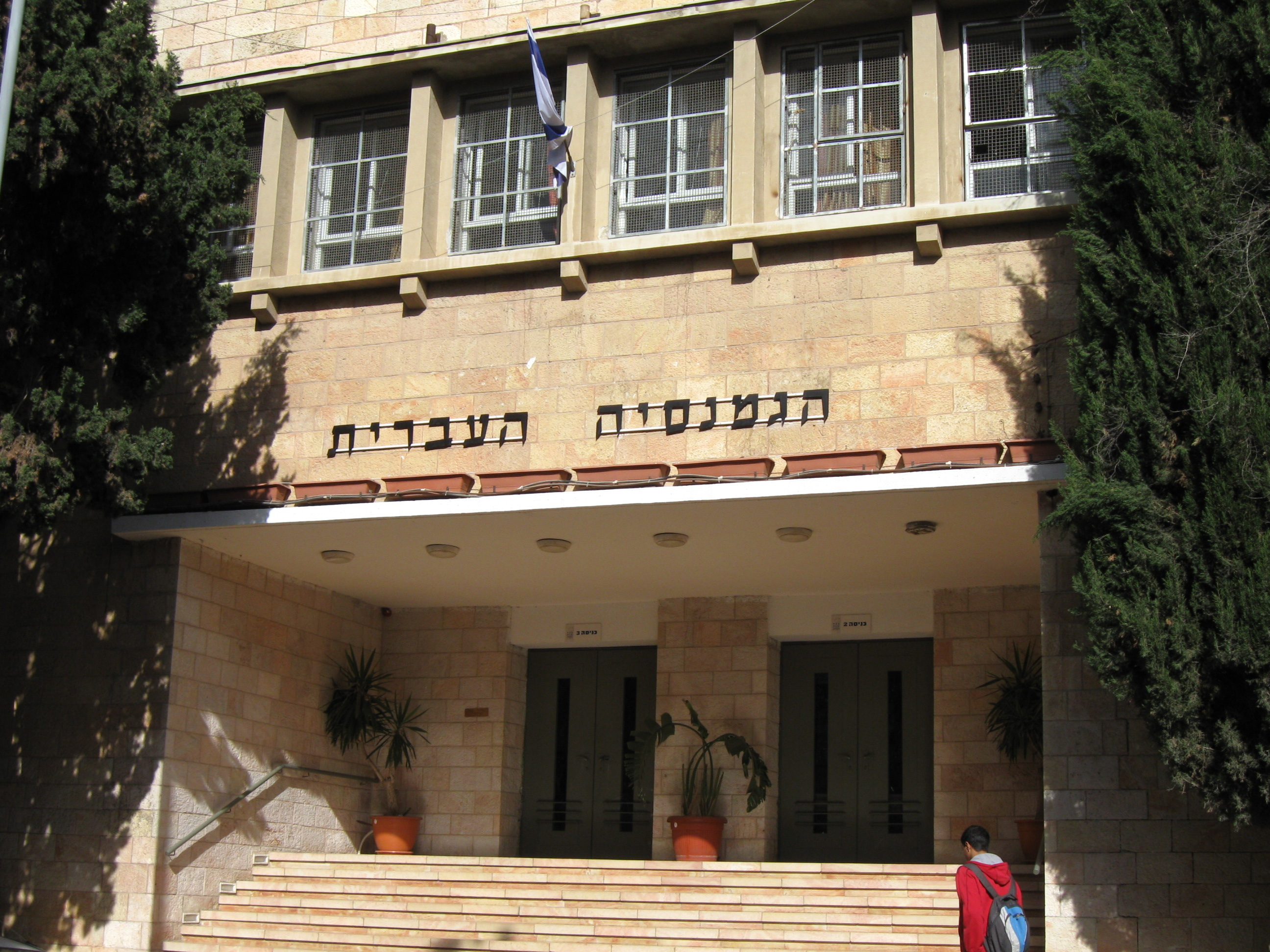
مدرسة جيمناسيا رحافيا الثانوية

تشمل المباني التاريخية في رحافيا مقر الوكالة اليهودية لإسرائيل وطاحونة هوائية في شارع رامبان ودير ريغنسبورغ.
جيمناسيا رحافيا هي ثاني مدرسة ثانوية حديثة في البلاد (بعد جيمناسيا هرتسليا في تل أبيب) بُنِيت في شارع كيرين كايميت في عام 1928. ومن أهم المدرسين في المدرسة إسحاق بن تسفي، الذي كان سيصبح ثاني رئيس لإسرائيل وزوجته المستقبلية، رحيل ينايت بن زيفي.
ياد بن تسفي هو مركز أبحاث أنشأه بن تسفي في وسط مدينة رحافيا التاريخية. تم اكتشاف قبر جاسون أثناء أعمال البناء في شارع الفاسي.

## أسماء الشوارع
سُمِّيت معظم شوارع رحافيا بعد علماء اليهود والشعراء من العصر الذهبي للثقافة اليهودية في إيبيريا. ومن بينهم أبرابانيل وبن ميمون وابن عزرا والحاخام موشه بن نحمان (رامبان) وديفيد قمخي. ولكن هناك إغفال واضح لاسم يهوذا اللاوي، الطبيب المشهور والشاعر والفيلسوف. فقد غيّر الزعيم الصهيوني مناحيم أوسيشكين، الذي عاش في ريشوف يهوذا اللاوي، اسم الشارع إلى ريشوف أوسيشكين تكريماً لعيد ميلاده السبعين في عام 1933، وقام بتركيب لافتات خزفية جديدة صاغها حرفيون أرمن محليون.

## السكان البارزون
- إبراهيم بورغ
- Eliezer Igra
- Emanuel Feldman
- دافيد فلوسر
- هيلا سيلاسي، إمبراطور إثيوبيا
- Moshe Goshen-Gottstein
- موشيه غرينبيرغ
- إريك مندلسون
- بنيامين نتنياهو (وُلِد عام 1949)، رئيس الوزراء
- Menachem Ussishkin (1863-1941)، قائد صهيوني ورئيس الصندوق القومي اليهودي
- Berel Wein، حاخام
- دافني ليف، ناشط
- رؤوفين ريفلين، رئيس إسرائيل [11]
- روبرت أومان، فائز بجائزة نوبل [12]
- ميريام ناور، رئيس المحكمة العليا الإسرائيلية [13]

## وصلات خارجية
- Rehavia residents in J'lem take on developers changing character of neighborhood